# 来新民
来新民，（1964年—2023年1月7日），上海交通大学机械与动力工程学院薄板结构制造研究所所长、教授，主要从事汽车车身数字化制造、微细制造与新能源装备制造等方面的研究工作。入选中华人民共和国教育部2009年度"长江学者"特聘教授。